# Hellequin Song
Hellequin Song è il quinto album in studio di Cesare Basile, pubblicato nel 2006.

## Il disco
Si tratta del secondo album di Basile prodotto da John Parish. Il disco è stato missato da Marco Tagliola e John Parish e vede la collaborazione di artisti e colleghi di Basile: Hugo Race, Marcello Caudullo, Marcello Sorge, Giorgia Poli, Michela Manfroi, Roberta Castoldi, Marta Collica, Kris Reichert, Jean Marc Butty, Stef Kamil Carlens, Enzo Mirone, Lorenzo Corti e Manuel Agnelli.
L'album è stato anticipato dal primo singolo, Fratello Gentile. Durante la primavera 2006 è stato diffuso il video del brano Dal cranio.

## Tracce
1. Dal cranio
2. Finito questo
3. Fratello gentile
4. Odd man blues (kill your song files)
5. Il deserto
6. To speak of love
7. Dite al corvo che va tutto bene
8. Hellequin song
9. Le feste di ieri
10. Continuous lover, silent sister
11. Usa tutto l'amore che porto
12. Ceaseless and fierce
13. Tema di Laura
14. Stella & the Burning heart

## Musicisti
- Cesare Basile - voce, chitarra
- Hugo Race - chitarra
- Marcello Caudullo - chitarra
- Lorenzo Corti - chitarra
- Marcello Sorge - batteria
- Giorgia Poli - basso
- Michela Manfroi - pianoforte
- Roberta Castoldi - violoncello